# محمد الشنقيطي (لاعب كرة قدم)
محمد الشنقيطي (مواليد 15 مايو 1999) هو لاعب كرة قدم سعودي يلعب حاليًا في نادي الجبلين.

## مسيرة اللاعب
مثل نادي الأنصار في الفئات السنية وانظم إلى نادي النصر عام 2017 و أعير إلى نادي التعاون في عام 2019 و أعير إلى نادي الطائي مطلع عام 2020 لمدة موسم و نصف و لعب بعدها مع نادي العين ونادي الجبلين.

## روابط خارجية
- محمد الشنقيطي على موقع Soccerway.com (الإنجليزية)
- محمد الشنقيطي على موقع كووورة